# Ogni pritona
Ogni pritona (russisk: Огни притона) er en russisk spillefilm fra 2011 af Aleksandr Gordon.

## Medvirkende
- Oksana Fandera som Ljuba
- Aleksej Levinskij som Adam
- Ada Rogovtseva som Jefrosinja Petrovna
- Anna Slju som Zygota
- Katerina Sjpitsa som Zinka